# Gladiolus anatolicus
Gladiolus anatolicus es una especie de gladiolo que se encuentra en las islas del Mar Egeo y sudoeste de Turquía.  

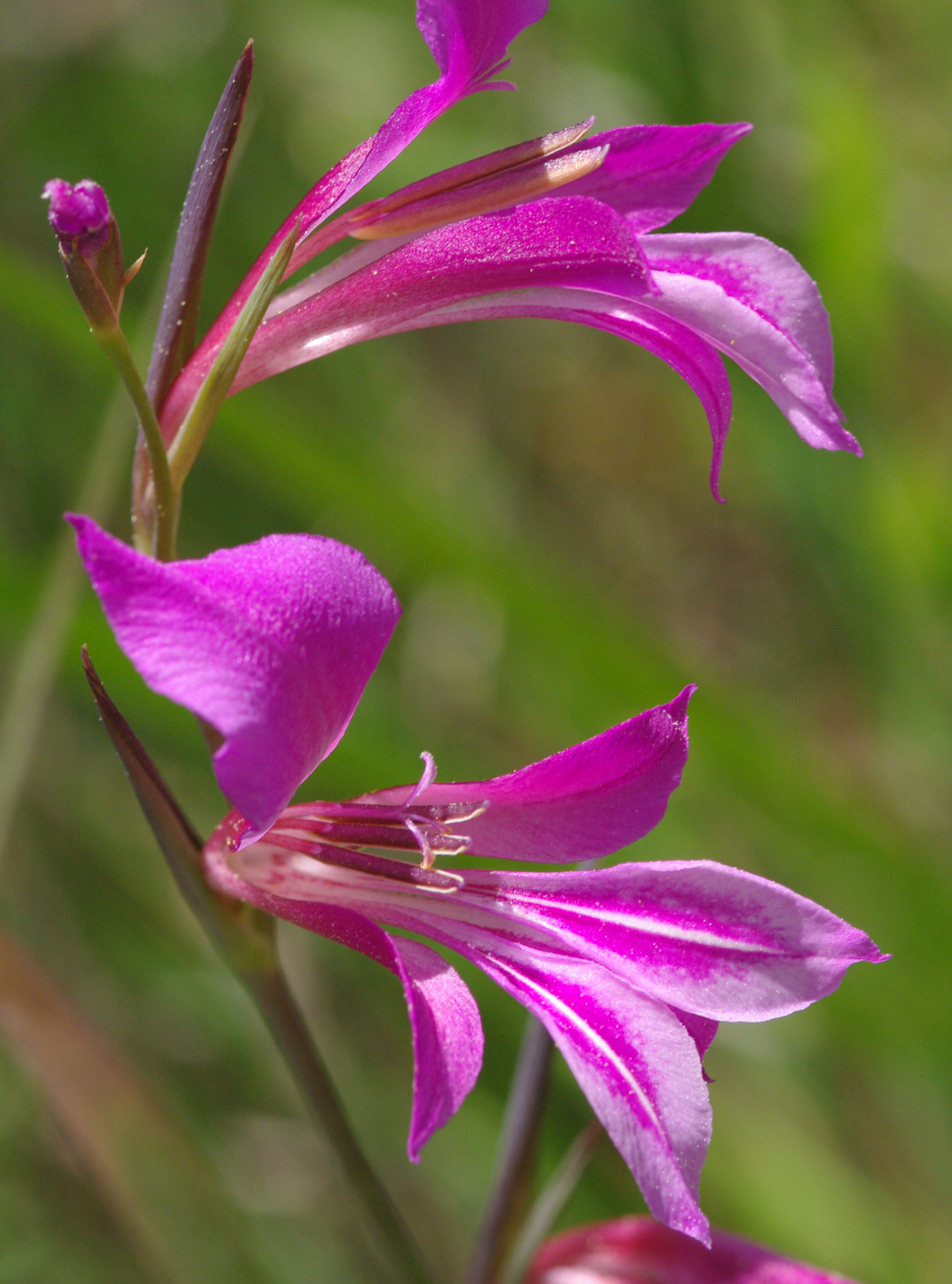
Flores

## Descripción
Gladiolus anatolicus una especie de pequeño tamaño, de sólo 15 a 30 cm de altura, con 3-4 flores. Creciendo en  bajas elevaciones en S, SW Turquía y las islas adyacentes, y florece en marzo y abril.

## Taxonomía
Gladiolus anatolicus fue descrita por  (Boiss.) Stapf] y publicado en Abh. Math.-Naturwiss. Kl. Akad. Wiss. Mainz 50(1): 81. 1885.
Etimología
Gladiolus: nombre genérico que se atribuye a Plinio y hace referencia, por un lado, a la forma de las hojas de estas plantas, similares a la espada romana denominada "gladius". Por otro lado, también se refiere al hecho de que en la época de los romanos la flor del gladiolo se entregaba a los gladiadores que triunfaban en la batalla; por eso, la flor es el símbolo de la victoria.
anatolicus: epíteto latíno que significa "de Anatolia".
Sinonimia
- Gladiolus communis var. longispatheatus Stapf
- Gladiolus illyricus var. anatolicus Boiss.[6][7]